# Colin Coates (Fußballspieler)
Colin Coates (* 26. Oktober 1985 in Belfast) ist ein nordirischer Fußballspieler, der beim Crusaders FC in der NIFL Premiership unter Vertrag steht.

## Karriere

### Verein
Colin Coates begann seine Karriere im Jahr 2001 beim Crusaders FC in der höchsten nordirischen Spielklasse, der IFA Premiership. In den ersten drei Spielzeiten erreichte er mit den Crusaders mäßige Platzierungen, schaffte jedoch in der obersten Spielklasse den Klassenerhalt. In der Saison 2004/05 musste Coates mit dem Team als Zweitletzter der Liga die Abstiegs-Playoffs um den Ligaerhalt bestreiten, unterlag in zwei Partien gegen den Glenavon FC und stieg in die IFA Premiership 1 ab. Nach nur einer Spielzeit in der zweithöchsten Spielklasse gelang der sofortige Wiederaufstieg. In der darauffolgenden zwei Saisons erreichte Coates den sechsten und siebten Rang in der Liga.
In der Saison 2008/09 schloss die Mannschaft die IFA Premiership auf dem 3. Rang ab, womit sich Colin Coates erstmals mit den Crusaders für die zweite Qualifikationsrunde der UEFA Europa League qualifizierte. Der Gegner in den beiden Partien war der mazedonische Verein Rabotnički Skopje. Nachdem das Hinspiel in Nordirland 1:1 endete, unterlagen die Crusaders auswärts mit 2:4 und schieden aus dem Wettbewerb aus. Im Jahr 2009 gewann Coates mit dem Verein zudem den Irish Cup. Im Finale wurde der Cliftonville FC mit 1:0 besiegt. Am 20. Januar 2010 gelang auch der Sieg im County Antrim Shield, einem nordirischen Pokalwettbewerb. In diesem Spiel gelang Colin Coates der zwischenzeitliche Ausgleichstreffer zum 2:2, bevor die Crusaders dank einem Tor von Jordan Owens in der Verlängerung siegten.

### Nationalmannschaft
Colin Coates debütierte am 6. Juni 2009 für das nordirische Fußballnationalteam. Die Partie gegen Italien in Pisa ging mit 0:3 verloren. Er konnte die komplette Partie durchspielen.